# ادگاردو مدینابیتیا
ادگاردو مدینابیتیا (انگلیسی: Edgardo Madinabeytia; ۲۸ اوت ۱۹۳۲ – ۱۵ اوت ۲۰۰۲) بازیکن فوتبال اهل آرژانتین بود.
از باشگاه‌هایی که در آن بازی کرده‌است می‌توان به باشگاه فوتبال اتلتیکو مادرید، باشگاه فوتبال اتلتیکو هوراکان، و باشگاه فوتبال رئال مورسیا اشاره کرد.